# Faravahar
 (janvier 2018).
Si vous disposez d'ouvrages ou d'articles de référence ou si vous connaissez des sites web de qualité traitant du thème abordé ici, merci de compléter l'article en donnant les références utiles à sa vérifiabilité et en les liant à la section « Notes et références ».

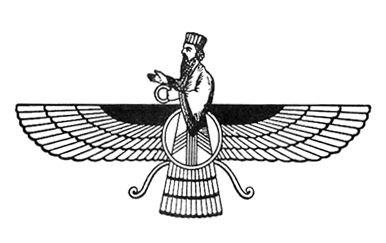
Le Faravahar.

Le Faravahar (ou Fravahar) souvent simplifié Farr(ah)  (persan : فروهر) aussi connu comme Forouhar (فُروهَر) ou Farr-e Kiyâni (فَرِّ   کیانی) est un des symboles du zoroastrisme. Il trouve son origine dans le soleil ailé.

## Descriptions
Le panneau informatif du temple du feu zoroastrien de Yazd en Iran le définit ainsi : « Les Zoroastriens croient que les êtres humains sont composés de cinq forces : 1) le corps - 2) l'énergie - 3) l'esprit - 4) la conscience - 5) le Faravahar. Le Faravahar est une particule de l'essence de Dieu qui a été intégrée à l'être humain au moment de sa création. Il guide constamment les êtres humains vers le progrès et, après la mort, il revient inchangé à son essence sacrée. »

Faravahar à Persépolis.

Le Faravahar est sur tous les frontons des temples zoroastriens et sur certains monuments, comme le tombeau du grand poète persan Ferdowsi dans l'ancienne ville de Tous. Il symbolise le progrès, l'évolution et la perfection qui élèvent l'homme et lui apportent le bonheur suprême. Il est basé sur les trois principes fondamentaux : « Les bonnes pensées, les bonnes paroles et les bonnes actions », symbolisées par l'aile à trois branches du Faravahar et l'univers sans fin (le grand anneau central), associés aux deux idéaux essentiels que sont la sagesse (les traits de son visage) et l'amour (le plus petit anneau, symbole de dévouement entre ses mains), se déplaçant en avant pour conduire l'homme vers le progrès, la droiture, et vers un destin heureux (ses ailes étalées).
« Le Faravahar est à la fois l'ange gardien, l'âme et l'esprit », explique la spécialiste du zoroastrisme, Niloufar Niknam, tandis que l'ange gardien seul est le fravashi.
Pour comprendre le Faravahar, il faut au préalable connaître les Amesha Spenta et en particulier Vohu Manah : voici quelques explications possibles, avec des éléments linguistiques des langues indo-européennes.
« Far va har » désigne Fereydun, Fvartun, nom d'origine du village de Fartun près d'Ispahan, que le tyran Zahak (Astiyak), sur le dos de son âne (khar en persan), est parti combattre et dont il est revenu vainqueur.